# تاریخی معمایی

عمو ابنر استاد اسرارها اثر ملویل داویسون پست

تاریخی معمایی (انگلیسی: Historical mystery) عنوان زیرمجموعه‌ای از دو گونه ادبی برای روایت داستان است که عبارت هستند از ادبیات داستانی تاریخی و داستان معمایی. آثاری که در این گونهٔ ادبی گنجانده می‌شوند، معمولاً در یک دورهٔ زمانی خاص تنظیم شده‌اند که از دیدگاه نویسنده به عنوان یک مقطع تاریخی در نظر گرفته می‌شوند.